# Campeonato da Hungria de Ciclismo Contrarrelógio
Os Campeonatos da Hungria de Ciclismo Contrarrelógio organizam-se anual e ininterruptamente desde o ano de 1997 para determinar o campeão ciclista da Hungria de cada ano, na modalidade.
O título outorga-se ao vencedor de uma única corrida, na modalidade de Contrarrelógio individual. O vencedor obtém o direito a portar um maillot com as cores da bandeira húngara até ao campeonato do ano seguinte, somente quando disputa provas contrarrelógio.

## Palmarés
| Ano  | Ganhador          | Segundo           | Terceiro         |
| ---- | ----------------- | ----------------- | ---------------- |
| 1997 | László Bodrogi    | Csaba Szekeres    | D. Sipocz        |
| 1998 | László Bodrogi    | Csaba Szekeres    | Aurel Vig        |
| 1999 | Aurel Vig         | Peter Legradi     | Gabor Kisko      |
| 2000 | László Bodrogi    | Peter Legradi     | Tamas Vilmaniy   |
| 2001 | László Bodrogi    | Peter Legradi     | Zoltan Vanik     |
| 2002 | László Bodrogi    | Csaba Szekeres    | Peter Legradi    |
| 2003 | László Bodrogi    | Csaba Szekeres    | Aurel Vig        |
| 2004 | László Bodrogi    | Csaba Szekeres    | Aurel Vig        |
| 2005 | Csaba Szekeres    | Bence Zsumori     | Péter Kusztor    |
| 2006 | László Bodrogi    | Csaba Szekeres    | Tamas Lengyel    |
| 2007 | László Bodrogi    | Peter Legradi     | Tamas Lengyel    |
| 2008 | László Bodrogi    | Zoltan Madaras    | Andras Berkesi   |
| 2009 | Rida Cador        | Zoltan Madaras    | Gergely Ivanics  |
| 2010 | Péter Kusztor     | Gabor Kisko       | Janos Hemmert    |
| 2011 | Gábor Fejes       | Peter Palotai     | Bálint Szeghalmi |
| 2012 | Gábor Fejes       | Gabor Lengyel     | Gabor Kisko      |
| 2013 | Gábor Fejes       | Žolt Der          | Péter Kusztor    |
| 2014 | Gábor Fejes       | Krisztian Lovassy | Péter Kusztor    |
| 2015 | Krisztian Lovassy | Žolt Der          | Tibor Roka       |
| 2016 | János Pelikán     | Žolt Der          | Péter Kusztor    |
| 2017 | János Pelikán     | Barnabás Peák     | Žolt Der         |
| 2018 | Barnabás Peák     | Gábor Fejes       | János Pelikán    |
| 2019 | Attila Valter     | János Pelikán     | Barnabás Peák    |
| 2020 | Barnabás Peák     | Attila Valter     | Dániel Szalay    |
| 2021 | Erik Fetter       | Attila Valter     | János Pelikán    |
| 2022 | Erik Fetter       | Barnabás Peák     | Gergely Somogyi  |